# Michel Ulrich
Michel Ulrich (* 15. Januar 2000 in Rostock) ist ein deutscher Fußballspieler. Er steht beim ZFC Meuselwitz unter Vertrag.

## Werdegang
Ulrich begann als Vierzehnjähriger die Fußballschuhe für Hansa Rostock zu schnüren. Zwischen 2016 und 2018 führte ihn sein Weg zum FC Mecklenburg Schwerin, er kehrte im Anschluss aber wieder zur Jugend des FC Hansa zurück. In der Winterpause 2018/19 begleitete er das Profiteam ins Wintertrainingslager nach Belek. Zur Saison 2019/20 schaffte der Mittelstürmer den Sprung in die Reservemannschaft der Ostseestädter und sammelte in der Oberliga Nordost Spielpraxis. Erneut nahm Ulrich im Winter an der Rückrundenvorbereitung der Profis teil. Jens Härtel, Trainer des Drittligisten, nahm den Angreifer mit ins Trainingslager und setzte ihn während eines Testspiels ein. Am 15. Februar 2020 schließlich gab Ulrich beim Auswärtsspiel in Großaspach sein Profidebüt in der 3. Fußball-Liga, ehe Hansa ihn im Sommer 2020 mit einem bis 2022 gültigen Profivertrag ausstattete. Zeitgleich wurde Ulrich allerdings für eine Saison an den Berliner AK 07 verliehen, wo er in der vierthöchsten Spielklasse Deutschlands zunächst Spielpraxis erlangen sollte.
Zu seinem ersten Einsatz für die Berliner kam der gebürtige Rostocker am 1. Spieltag gegen den FSV Union Fürstenwalde; sein erstes Tor gelang am 4. Spieltag gegen Hertha BSC II zum zwischenzeitlichen 4:2. Trainer André Meyer setzte Ulrich auch beim 3:1-Sieg in der 1. Runde im AOK-Landespokal Berlin gegen den TSV Rudow 1888 und bis zur pandemiebedingten Aussetzung des Spielbetriebes ab November 2020 in zusammen acht Liga-Spielen ein. Mit den Hauptstädtern erreichte er nach angewandter Quotientenregelung jener Saison Rang fünf der Abschlusstabelle. Da Ulrich in Berlin nicht die gewünschte Spielpraxis erlangen konnte, einigte er sich mit beiden Vereinen auf eine Verlängerung der Leihe bis 2022. Im Folgejahr brachte es Ulrich nun auf 35 Einsätze und acht Tore und wurde mit der Berliner Mannschaft Siebter. Nach Ablauf der Saison wurde bekannt, dass er nicht mehr zum FC Hansa zurückkehren wird. Stattdessen wechselte er 2022 zum Chemnitzer FC in die Regionalliga Nordost. Nachdem im Juli 2023 sein Vertrag in Chemnitz aufgelöst worden war, wechselte Ulrich im August 2023 zum ZFC Meuselwitz.